# Moncontouri csata
A moncontouri csata (1569. október 3.) a francia vallásháborúk egyik összecsapása volt a katolikusokat támogató királyi hadsereg és a lázadó hugenották között.

## Előzmények
A harmadik vallásháború során, 1569 márciusában, a királyi csapatok kisebb vereséget mértek a hugenottákra a jarnaci csatában, ahol a protestáns tábor egyik vezéralakja, Condé hercege is életét vesztette. Ugyanakkor a Coligny admirális vezette gyalogság és tüzérség zöme érintetlen maradt, és júniusban sikerült egyesülnie a hadjáraton elhunyt Wolfgang pfalz-zweibrückeni herceg kelet felől érkező, német erősítésével. Miután június 25-én kisebb győzelmet aratott La Roche de L’Abeille-nél a királyi erőkön, Coligny északra vonult, és nyár végén megkezdte Poitiers hosszú, ám kimerítő és seregét megtizedelő és demoralizáló ostromát. Közben az Anjou hercege és Tavannes marsall által vezetett királyi hadsereg északra vonult, a Loire-ig, ahonnan megindult Poitiers irányába. Coligny felhagyott a hét hete húzódó ostrommal, és megindult északnyugat felé, hogy összecsapjon a királyi sereggel.

## A csata
A két sereg összecsapására Moncontour közelében került sor. Bár nem voltak túlzott erőfölényben, a katolikusok rövid és rendkívül véres csatában fényes győzelmet arattak az elcsigázott és rosszul fizetett hugenották felett. Míg Anjou hercegének hadai alig néhány száz főt vesztettek, a hugenotta hadsereg körülbelül tízezres veszteséget szenvedett, maradékai pedig pánikszerűen menekültek dél felé. A csatában Coligny is megsérült.

## Következmények
A montcontouri csata fényes diadallal végződött a királyi erők számára, ám ahelyett, hogy előnyös békét kötöttek volna vagy üldözni kezdték volna az ellenség maradékait, Saint-Jean-d’Angély ostromába kezdtek. Bár a vár másfél hónap után, december elején kapitulált, az anyagilag és emberveszteségek szempontjából is súlyos veszteségekkel járó ostrom nyomán a királyi hadsereg ereje jelentősen lecsökkent télire. Coligny eközben megmaradt embereivel felprédálta a Garonne völgyét, és a helyi erőkön áttörve a Rhône-ig jutott, ahonnan elindult észak felé, eközben az ország délnyugati részében újabb protestáns lázadások törtek ki. Az Artus de Cossé-Brissac marsall vezette királyi erők végül a burgundiai Arnay-le-Duc-nél próbálták megállítani az admirálist 1570 júniusában.